# Pristimantis sarisarinama
Espèce
Pristimantis sarisarinama est une espèce d'amphibiens de la famille des Craugastoridae.

## Répartition
Cette espèce est endémique de l'État de Bolívar au Venezuela. Elle se rencontre entre 1 000 et 1 400 m d'altitude sur le tepuy Sarisariñama.

## Étymologie
Cette espèce est nommée en référence au lieu de sa découverte, le tepuy Sarisariñama.

## Publication originale
- Barrio-Amorós & Brewer-Carias, 2008 : Herpetological results of the 2002 expedition to Sarisariñama, a tepui in Venezuelan Guayana, with the description of five new species. Zootaxa, no 1942, p. 1-68.